# Вестиндская лакедра
Вестиндская лакедра, или цапатеро (лат. Oligoplites saliens), — вид лучепёрых рыб из семейства ставридовых. Широко распространены в тропических и тёплых умеренных водах западной части Атлантического океана. Максимальная длина тела 50 см. Морские пелагические рыбы, заходят в эстуарии.

## Описание
Тело удлинённое, не очень высокое, сильно сжато с боков; верхний и нижний профили тела сходны по форме. Верхний профиль головы прямой. Нижняя челюсть немного расширена с выпуклым профилем. Глаза маленькие, их диаметр укладывается 4,3—4,4 раза в длину головы. Окончание узкой верхней челюсти заходит за вертикаль, проходящую через задний край глаза. Зубы на обеих челюстях мелкие; на верхней челюсти расположены в один ряд, а на нижней — в два ряда. На первой жаберной дуге 23—26 жаберных тычинок, из них на верхней части 4—7 жаберных тычинок, а на нижней —17—20 тычинок. Два спинных плавника разделены небольшим промежутком. В первом спинном плавнике 4 коротких отдельно сидящих колючек. Во втором спинном плавнике один жёсткий и 20—21 мягкий луч. В анальном плавнике две отдельно посаженные колючки и один колючий и 20—21 мягких лучей. Задние 11—15 лучей второго спинного и анального плавников соединены между собой лишь частично и образует на вид отдельные плавнички. Длины оснований второго спинного и анального плавников одинаковые. Передние доли второго спинного и анального плавников удлинённые. Грудные плавники короче длины головы. Хвостовой плавник сильно выемчатый. Боковая линия делает небольшой изгиб вверх над грудными плавниками и далее идёт прямо до основания хвостового плавника. В боковой линии нет костных щитков. Чешуйки ниже боковой линии тонкие и игольчатые, частично вдавлены в кожу. На хвостовом стебле отсутствуют кили и канавки. Позвонков: 10 туловищных и 16 хвостовых.
Верхняя часть тела голубовато-серая с тёмной полосой вдоль верха спины. Бока тела и брюхо серебристо-белые. По нижней половине тела разбросаны золотисто-оливковые участки неправильной формы. Передняя лопасть спинного плавника тёмная с серыми отметинами вдоль оснований передних шести лучей, остальная часть плавника бесцветная. Анальный плавник бесцветный. Основание хвостового плавника, покрытое чешуёй, тёмное или чёрное; остальная часть плавника тёмно-янтарная.
Максимальная длина тела — 50 см, обычно до 35 см. Масса тела — до 900 г.

## Ареал, места обитания и биология
Распространены в западной части Атлантического океана от востока Гондураса до Монтевидео (Уругвай). Морские пелагические рыбы. Обитают в прибрежных водах на глубине от 0 до 18 м, заходят в эстуарии. Питаются мелкими организмами планктона. Молодь питается планктонными ракообразными и щетинкочелюстными, в меньшей степени придонными ракообразными и полихетами, иногда чешуёй крупных рыб.